# Kapala chacoensis
Kapala chacoensis är en stekelart som beskrevs av Gemignani 1947. Kapala chacoensis ingår i släktet Kapala och familjen Eucharitidae. Inga underarter finns listade i Catalogue of Life.